# Orientispa bicolor
Orientispa bicolor là một loài côn trùng trong họ Mantispidae thuộc bộ Neuroptera. Loài này được Poivre miêu tả năm 1984.